# HAT-P-9b
HAT-P-9b é um planeta extrasolar a aproximadamente 1560 anos-luz de distância na constelação de Auriga. Este planeta foi encontrada pelo método de trânsito em 26 de junho de 2008. Tem 78% da massa de Júpiter e 140% do raio de Júpiter. Assim como a maioria dos primeiros planetas em trânsito conhecidos, este planeta é chamado de Júpiter quente, isto significa que este planeta do tipo de Júpiter orbita muito perto da sua estrela, tendo apenas 3,92 dias para a orbitar a distância média de 7,9 gigametros.